# Нижнеудинск (аэропорт)
Нижнеу́динск — региональный аэропорт (посадочная площадка), расположен на юго-востоке города Нижнеудинска в Иркутской области.

## История
- 20 мая 1929 — открытие аэропорта.
- 1935 — открыта авиатрасса Нижнеудинск — Алыгджер, первый полёт выполнил пилот Д. Кудин на самолёте По-2[1].
- 2 декабря 2013 года возобновились рейсы в Иркутск самолетами Cessna 208B Grand Caravan и позже L-410 авиакомпании ПАНХ.
- 6 ноября 2014 года начинаются регулярные рейсы в Красноярск авиакомпании ПАНХ.
- В 2021 году аэродром исключён из Государственного реестра аэродромов и вертодромов гражданской авиации Российской Федерации[2]. Деятельность аэропорта переведена в статус посадочной площадки.

## Принимаемые типыВС
Ан-2, Ан-28, Л-410, вертолёты всех типов. Максимальный взлётный вес воздушного судна 20 тонн.

## Показатели деятельности
| год        | 2014 | 2015 | 2016 | 2017 |
| пассажиров | 3458 | 4985 | 5744 | 5175 |
| Источники: |      |      |      |      |